# 伊桑·萊爾德
伊桑·本杰明·萊爾德（英語：Ethan Benjamin Laird；2001年8月5日—）是一名英格蘭足球運動員，司職邊衛，現時效力英甲球會伯明翰足球會。

## 球會生涯

### 曼聯

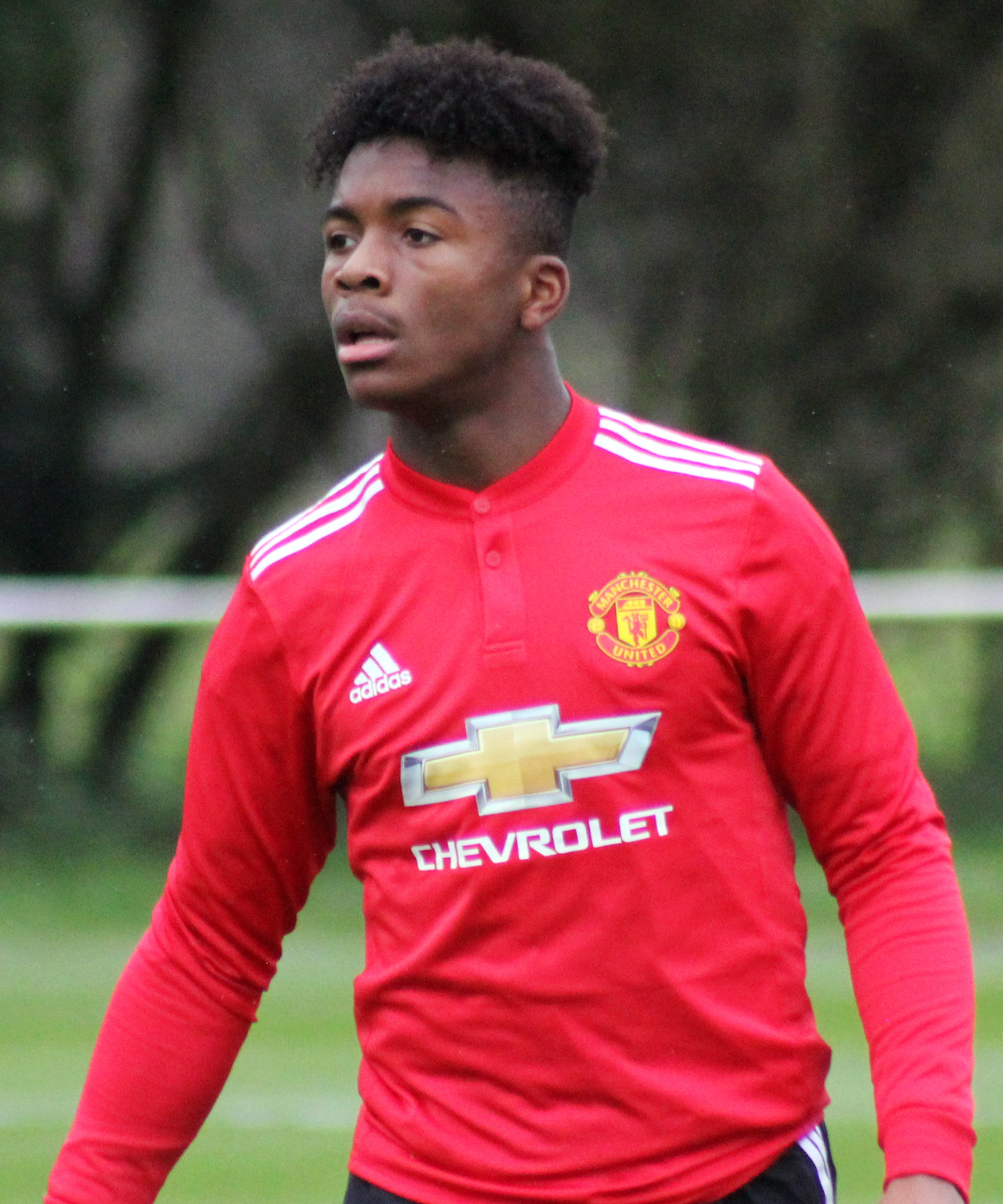
2017年效力曼聯的萊爾德

萊爾德在10歲時便加入曼聯的青訓系統，2018年10月與球會簽下首份職業合約。他隨隊出征參加2019年10月24日對欧足联欧洲联赛作客對游擊隊的比賽，但沒有入選最後比賽名單。當球隊確定晉級資格後，11月28日作客阿斯塔納的比賽中，主教練奥勒·居纳尔·索尔斯克亚提拔大量年青球員參加該比賽，共有三名年青球員在該賽事中首次職業上場，而萊爾德是其中之一，而球隊最終以2-1落敗。
2021年1月8日，他被外借到英甲球會米尔顿凯恩斯至季末。他在1月16日首次代表新球會上場，作客以3-0不敵彼得伯勒联。
2021年8月16日，萊爾德被外借到英冠球會斯旺西城整個球季，與前米尔顿凯恩斯教練罗素·马丁團聚。但在2022年1月6日，他被改為外借至伯恩茅斯至球季結束。
2022年8月15日，他被外借到女王公园巡游者整個22/23球季。8月30日，他打進首顆職業進球，使球隊以3-1擊敗赫尔城。

### 伯明翰城
萊爾德在2023年6月30日與英冠球會伯明翰簽下三年合約，據《曼徹斯特晚報》透露，轉會費為£750,000，加另球員表現條款及賣出條款。

## 國家隊生涯
萊爾德具代表英格蘭和牙買加參加國際賽的資格。他曾代表英格蘭U17、英格蘭U18和英格蘭U19上場，並曾參加2018年在英格蘭舉行的歐洲U-17足球錦標賽。